# HD31278
HD31278 — подвійна зоря. 
Ця подвійна система має видиму зоряну величину в смузі V приблизно 4,5.
Вона розташована на відстані близько 375,8 світлових років від Сонця.

## Подвійна зоря
Головна зоря цієї системи належить до хімічно пекулярних зір й має спектральний клас A0.
Інша компонента має спектральний клас A2.

## Фізичні характеристики
Зоря HD31278 обертається 
порівняно повільно 
навколо своєї осі. Проєкція її екваторіальної швидкості на промінь зору становить Vsin(i)= 40км/сек.